# Celebritate (telenovelă)
Celebritate (Celebridade) este o telenovelă braziliană din 2003-2004, difuzată în România de canalul Acasă TV.

## Distribuție
| Malu Mader           | Maria Clara Mello Diniz                   |
| Cláudia Abreu        | Laura Prudente da Costa                   |
| Marcos Palmeira      | Fernando Amorim                           |
| Fábio Assunção       | Renato Mendes                             |
| Márcio Garcia        | Marcos Rangel                             |
| Deborah Evelyn       | Beatriz Vasconcellos Amorim               |
| Ana Beatriz Nogueira | Ana Paula Mello Diniz Moutinho            |
| Deborah Secco        | Darlene Sampaio                           |
| Marcelo Faria        | Vladimir Coimbra                          |
| Taumaturgo Ferreira  | Nelito Moutinho                           |
| Roberto Bomfim       | Salvador Amorim                           |
| Isabela Garcia       | Eliete Coimbra                            |
| Julia Lemmertz       | Noêmia Assunção                           |
| Alexandre Borges     | Cristiano Reis                            |
| Gracindo Júnior      | Ubaldo Quintela                           |
| Nathalia Timberg     | Yolanda Mendes                            |
| Daniel Dantas        | Ademar Sampaio                            |
| Nívea Maria          | Corina Mello Diniz                        |
| Hugo Carvana         | Lineu Vasconcellos                        |
| Bruno Gagliasso      | Inácio Vasconcellos Amorim                |
| Juliana Knust        | Sandra Mello Diniz Moutinho               |
| Paulo Vilhena        | Paulo César Assunção                      |
| Juliana Paes         | Jaqueline Joy (Jaqueline da Silva Leitão) |
| Henri Castelli       | Hugo                                      |
| Lavínia Vlasak       | Tânia Nascimento                          |
| Kadu Moliterno       | Daniel Freire                             |
| Sérgio Menezes       | Bruno Carvalho                            |
| Roberto Pirillo      | Ernesto Lopes                             |
| André Barros         | Joel Cavalcanti                           |
| Norma Blum           | Hercília Prudente da Costa                |
| Nelson Dantas        | Dr. Alcir Medeiros                        |
| Brunno Abrahão       | José Carlos Mendes Beato Reis (Zeca)      |
| Marcelo Laham        | Ivan                                      |
| Oswaldo Loureiro     | Dr. Roberto Peixoto                       |
| Carlos Evelyn        | Oscar                                     |
| Jairo Mattos         | Delegado Lourival                         |
| Alexandre Moreno     | Tadeu Santana                             |
| Carla Faour          | Kátia                                     |
| Nildo Parente        | Wanderley Mourão                          |
| Débora Lamm          | Vitória Souto                             |
| Marcelo Valle        | Guilherme Ribeiro Couto                   |
| Cristina Amadeo      | Olga                                      |
| Sheron Menezzes      | Iara                                      |
| Janaína Lince        | Zaíra                                     |
| Joana Limaverde      | Fabiana Modesto                           |
| Antônio Pitanga      | Comandante                                |
| Théo Becker          | Caio Mendes                               |
| Fábio Araújo         | Kléber Duarte                             |
| Adriana Alves        | Palmira Pinto Feijó                       |
| Paula Pereira        | Vanda Guimarães                           |